# Stazione meteorologica di Aprica
La stazione meteorologica di Aprica è la stazione meteorologica di riferimento relativa alla località di Aprica.

## Coordinate geografiche
La stazione meteorologica è situata nell'Italia nord-occidentale, in Lombardia, in provincia di Sondrio, nel comune di Aprica, a 1.181 metri s.l.m. e alle coordinate geografiche 46°54′N 10°48′E.

## Dati climatologici
Secondo i dati medi del trentennio 1961-1990, la temperatura media del mese più freddo, gennaio, si attesta ai -5,3 °C, mentre quella del mese più caldo, luglio, è di +16,2 °C.
Le precipitazioni medie annue, attorno ai 1250 mm, si distribuiscono mediamente in  93 giorni,  con un minimo relativo in inverno ed un picco molto prolungato ed accentuato  tra la primavera, l'estate e l'autunno.
| Aprica              | Mesi | Mesi | Mesi | Mesi | Mesi | Mesi | Mesi | Mesi | Mesi | Mesi | Mesi | Mesi | Stagioni | Stagioni | Stagioni | Stagioni | Anno  |
| Aprica              | Gen  | Feb  | Mar  | Apr  | Mag  | Giu  | Lug  | Ago  | Set  | Ott  | Nov  | Dic  | Inv      | Pri      | Est      | Aut      | Anno  |
| ------------------- | ---- | ---- | ---- | ---- | ---- | ---- | ---- | ---- | ---- | ---- | ---- | ---- | -------- | -------- | -------- | -------- | ----- |
| T. max. media (°C)  | −1,5 | 0,4  | 4,3  | 9,6  | 15,3 | 20,3 | 22,9 | 21,1 | 17,0 | 10,9 | 3,9  | −1,0 | −0,7     | 9,7      | 21,4     | 10,6     | 10,3  |
| T. min. media (°C)  | −9,1 | −7,8 | −4,6 | −1,0 | 3,4  | 7,4  | 9,4  | 9,1  | 5,6  | 0,6  | −3,9 | −8,3 | −8,4     | −0,7     | 8,6      | 0,8      | 0,1   |
| Precipitazioni (mm) | 62   | 47   | 70   | 100  | 140  | 134  | 137  | 141  | 118  | 109  | 148  | 48   | 157      | 310      | 412      | 375      | 1 254 |
| Giorni di pioggia   | 6    | 5    | 6    | 7    | 10   | 10   | 11   | 10   | 8    | 7    | 8    | 5    | 16       | 23       | 31       | 23       | 93    |